# Stuck Inside of Mobile with the Memphis Blues Again
Stuck Inside of Mobile with the Memphis Blues Again ist ein Folk-Rocksong des US-amerikanischen Singer-Songwriters Bob Dylan, der 1966 auf seinem Album Blonde on Blonde erschienen ist. Ein etwas schneller gespieltes alternatives Take erschien 2005 auf The Bootleg Series Vol. 7, No Direction Home, dem Soundtrack zu Martin Scorseses gleichnamigem Film.
1976 erschien auf dem Album Hard Rain eine Live-Version des Songs, die zeitgleich, in gekürzter Fassung, auch als Single veröffentlicht wurde.
Der Song handelt von einer obskuren Odyssee, die zuweilen schmerzhaft verläuft und am Ende wieder zu ihrem Ausgangspunkt führt, was beim lyrischen Ich ausgesprochenen Frust und Schmerz auslöst.
Die Musikzeitschrift Uncut setzte das Stück im Jahr 2002 in ihrer Liste der 40 besten Songs von Bob Dylan auf Platz 13.

## Entstehung
Dylan war Anfang des Jahres 1966 unzufrieden mit seiner Studioarbeit und nahm das Angebot seines Produzenten Bob Johnston an, die Produktion nach Nashville zu verlegen. Dort nahm Dylan mit der Begleitband am 17. Februar 1966 gleich 15 Takes dieses Songs auf. Er strukturierte die Musik und den Songtext immer wieder um, so dass sie insgesamt drei Stunden mit der Aufnahme verbrachten. Als Master-Take wurde schließlich das 15. und letzte Take ausgewählt. Take 5 sollte später in den Bootleg Series veröffentlicht werden.

## Songtext
Der Song besteht aus neun Strophen mit jeweils elf Versen. In ihm beschreibt Dylan eine qualvolle Odyssee, was ihn thematisch an Just Like Tom Thumb’s Blues heranbringt, das er auf dem Vorgängeralbum Highway 61 Revisited veröffentlicht hat.
Dylan nutzt in „Stuck Inside of Mobile“ verschiedene literarische Figuren. In der ersten Strophe wird der Ragman (Lumpensammler) eingeführt, ein stummer Zeitgenosse, der Kreise auf die Straße malt und nicht mit sich reden lässt. Das Motiv des Festgehaltenseins taucht bereits in der ersten Strophe auf, als bestimmte Damen den Erzähler zwar mit Klebeband versorgen, er intuitiv aber weiß, dass er nicht entkommen kann.
Am Ende jeder Strophe folgt der Refrain, der aus drei Versen besteht. Das lyrische Ich drückt darin seine unglaubliche Frustration aus, nach all den Eskapaden mit dem Memphis Blues wieder in Mobile (Alabama) festzustecken.
In der zweiten Strophe taucht Shakespeare auf, der sich mit einem französischen Mädchen unterhält. Der Erzähler würde gern wissen, ob das Mädchen ihn verpetzt hat, doch das Postamt wurde gestohlen und der Briefkasten ist verschlossen. In der dritten Strophe taucht wieder eine Frauenfigur auf. Mona warnt das Ich vor den Eisenbahnern, die sein Blut wie Wein trinken würden. Der Erzähler erinnert sich an seine einzige Begegnung mit einem Eisenbahner; dieser habe seine Augenlider geraucht und Zigaretten geschnorrt.
In der vierten Strophe attackiert Dylan künstlerisch Heuchelei und das Sich-stumm-Stellen, wenn vom Tod des Großvaters die Rede ist, der gegen Ende jegliche Kontrolle über sich verloren und sogar einen Brand ausgelöst hat; doch als er stirbt, sind angeblich alle total geschockt und haben es nicht erwartet. Nur das lyrische Ich hat es kommen sehen. Die fünfte Ansammlung von Versen handelt davon, wie sich Politiker als starke Männer beweisen und dennoch Volksnähe zeigen wollen. So zeigt etwa der Senator jedem sein Gewehr und verteilt gleichzeitig Gratis-Eintrittskarten für die Hochzeit seines Sohnes. Der Erzähler meint, dass er beinahe verhaftet worden wäre und zum Glück nicht ohne eine solche Karte unter einem Lastwagen gefunden wurde.
In der sechsten Strophe kritisiert das lyrische Ich die Oberflächlichkeit, Verlogenheit und die Heuchelei eines Priesters, dem er hart entgegentritt. So fragt er ihn, warum er sich so kleide, und konfrontiert ihn mit negativen Schlagzeilen; er wird vom Priester verflucht, offensichtlich weil das Ich offen ist und ihn schließlich darauf hinweist, dass er (der Priester) genau wie er selbst sei und er hoffe, der Priester sei damit zufrieden. Die siebte Strophe berichtet von Erfahrungen mit Drogen, wenn der Rainman (offensichtlich der Dealer) das lyrische Ich mit Texas medicine (Speed) und railroad gin (selbstgebranntem Fusel) versorgt. Der Erzähler mischt die beiden Komponenten (Like a fool I mixed them) und leidet anschließend darunter, dass die Leute in seinem Umfeld alle hässlicher werden, der Verstand nicht ganz funktioniert und er kein Zeitgefühl mehr hat.
Ruthie ist die Figur der achten Strophe. Sie lädt das lyrische Ich zu sich in eine Honky-Tonk-Lagune ein, wo man ihr kostenfrei beim Tanzen zusehen und den Mond von Panama bestaunen könne. Der Erzähler wird mit einem sexuellen Angebot konfrontiert, worauf er entgegnet, er habe eine Debütantin. Diese – so Ruthie – wisse zwar, was er brauche, sie hingegen wisse, was er wolle. In der letzten Strophe beobachtet der Erzähler, wie Verrückte eine Fassade erklettern wollen und perfekt getimt herunterfallen. Er selbst fragt sich, welchen Preis man zu zahlen hat, um all das nicht ein weiteres Mal durchmachen zu müssen.

## Coverversionen
Grateful Dead spielte den Song über zwei Dekaden hin live auf der Bühne. Als Dylan 1987 mit ihnen zusammen tourte, war der Song ebenfalls regelmäßig im Repertoire. Für den Soundtrack zum Film I’m Not There nahm Cat Power den Song auf. Auch Kiko Veneno und North Mississippi Allstars haben sich an dem Stück versucht.